# Yoshioka Satoshi
Satoshi Yoshioka (sinh ngày 6 tháng 7 năm 1987) là một cầu thủ bóng đá người Nhật Bản.

## Sự nghiệp câu lạc bộ
Satoshi Yoshioka đã từng chơi cho Yokohama FC, Thespa Kusatsu và Kataller Toyama.